# Czornobajiwka (obwód charkowski)
Czornobajiwka (ukr. Чорнобаївка) – wieś na Ukrainie, w obwodzie charkowskim, w rejonie iziumskim. W 2001 liczyła 61 mieszkańców, spośród których 53 posługiwało się językiem ukraińskim, a 8 rosyjskim.